# Cicero (Cantabria)
Cicero es una localidad del municipio de Bárcena de Cicero (Cantabria, España), Partido Judicial de Santoña. En el año 2008 contaba con una población de 1.276 habitantes (INE). Esta localidad está situada a 56 metros de altitud sobre el nivel del mar, y a 2,7 kilómetros de la capital municipal, Gama.

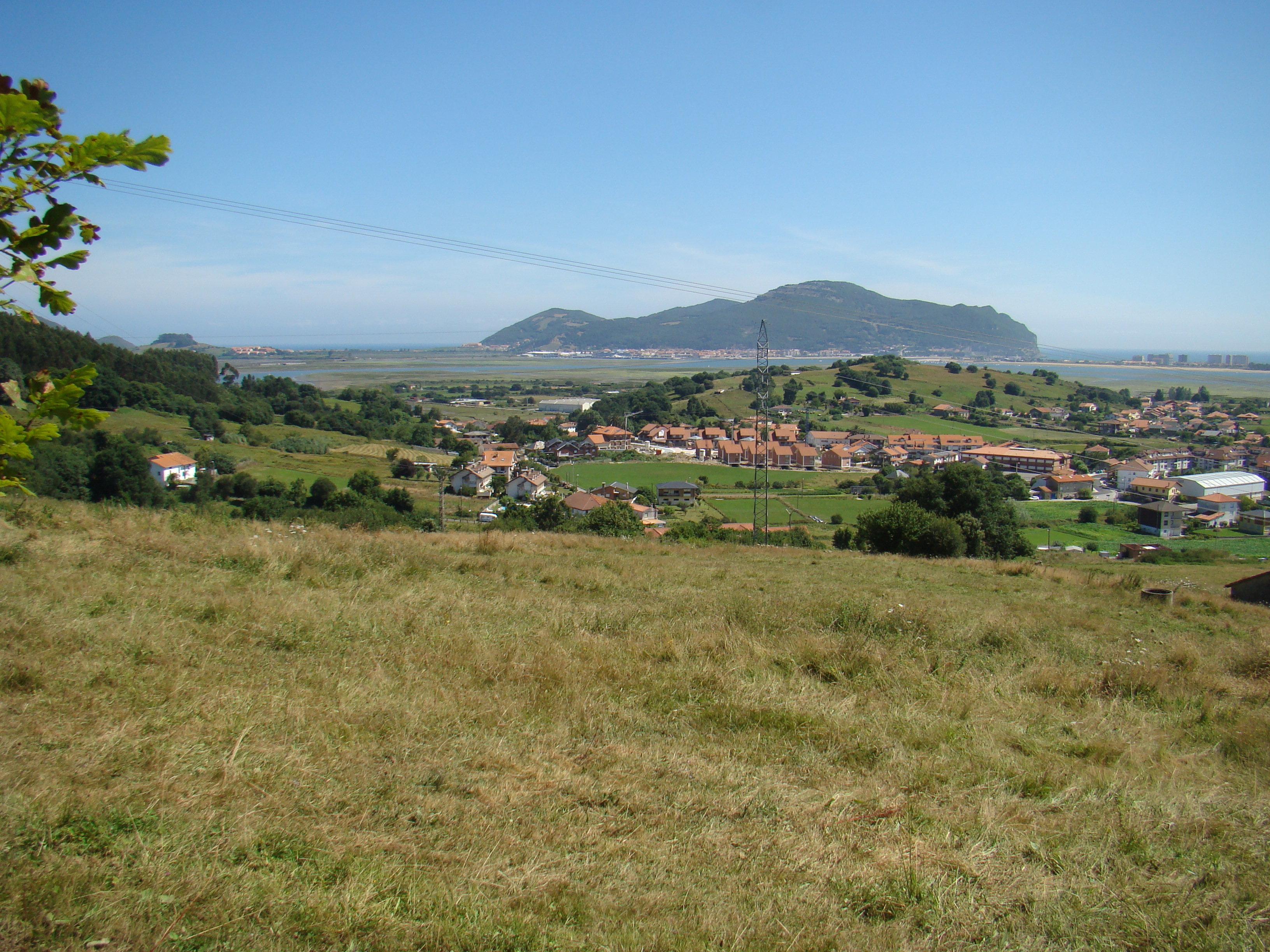
Vista parcial de Cicero.

Está formada por los barrios de El Bao, El Pomar, Carnerizas, La Ermita, La Fragua, Mazuecas, Paderne, Pomares, Rivaplumo, Rueda, San Pelayo, Sollagua y La Vía. Tiene estación del ferrocarril FEVE, de la línea que hace el trayecto entre Santander y Bilbao.
Dentro del término territorial de Cicero se encuentra el Playón de Cicero que es una extensa llanura  que deja la bajamar al descubierto, situada en medio del estuario del río Asón, desde el canal de Hano hasta el de San Jorge. Este espacio es muy rico en mariscos y tiene alto valor ecológico. 

## Monumentos y lugares de interés

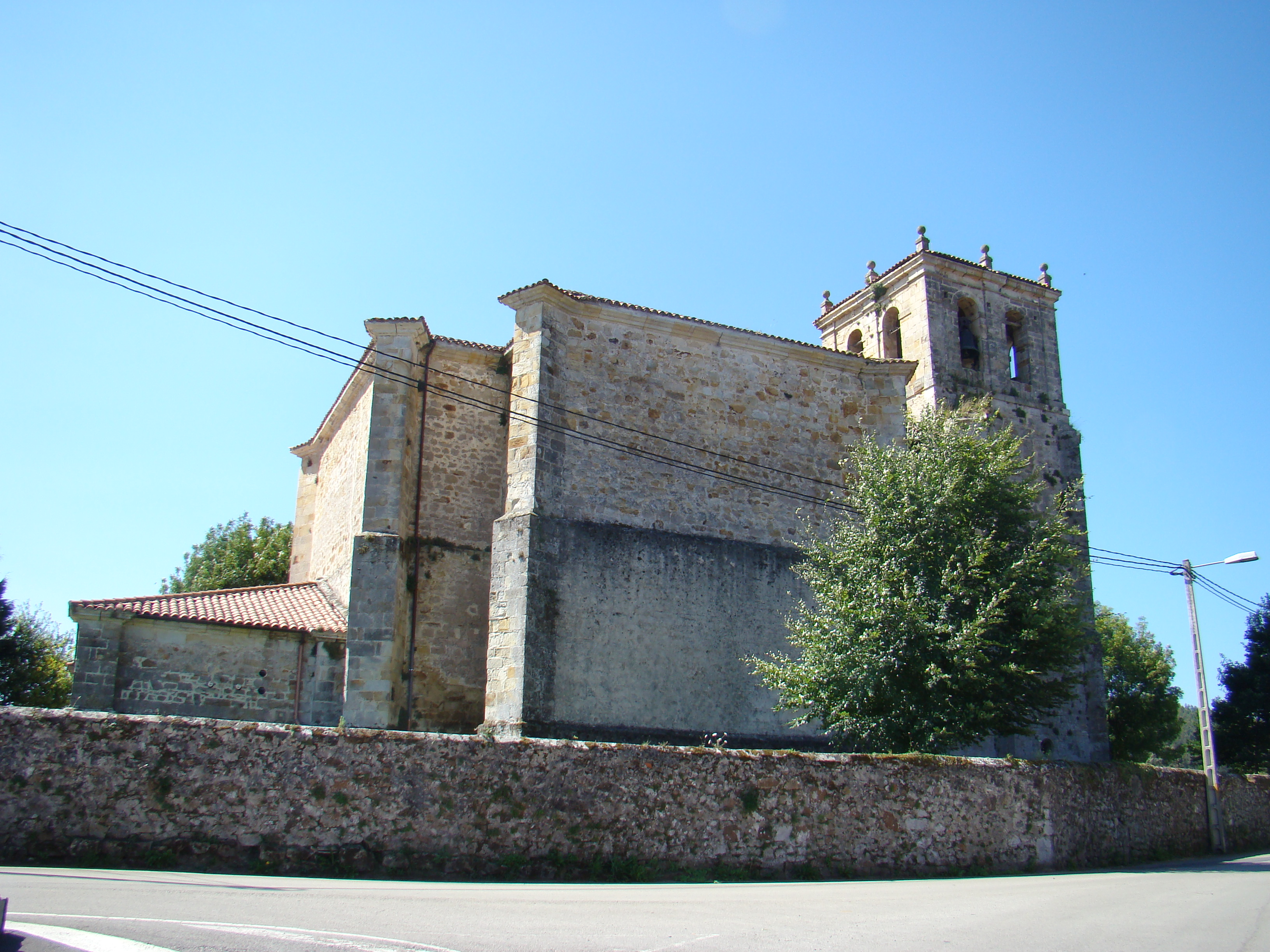
Iglesia de San Pelayo.

- Iglesia de San Pelayo. Existe documentación sobre un monasterio del siglo XI con advocación a Santa María y San Pelayo. La iglesia actual (parroquial) es del siglo XVII. Sus muros son de sillarejo reforzados de sillares en las esquinas. La torre, situada a los pies, es maciza. Tiene planta de cruz latina y bóvedas de crucería. Su estructura está muy cerca del modo de trabajar del maestro de cantería Juan de Rasines.

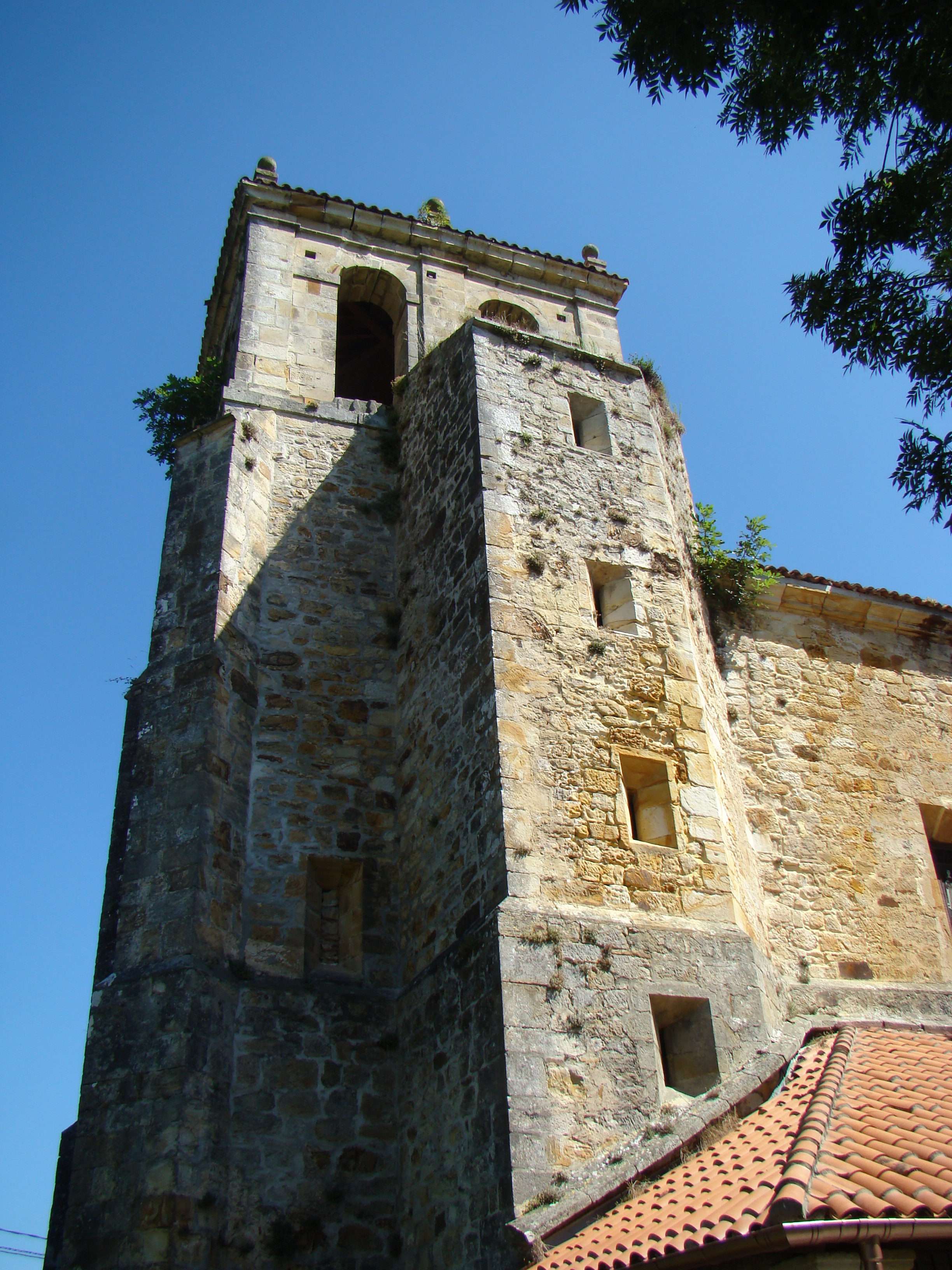
Torre de la iglesia.

El retablo mayor (dedicado a San Pelayo) es también obra del siglo XVII (1633), del ensamblador Rodrigo de Los Corrales. Consta de tres pisos más ático y cinco calles con interesantes esculturas.
- Capilla de Nuestra Señora de Gracia, en el barrio de La Ermita.
- Ermita de San Antonio, de principios del siglo XX, en el barrio de La Vía. En este barrio se celebra la fiesta de San Antonio y San Pelayo.